# Phyllomedusa iheringii
Phyllomedusa iheringii é uma espécie de anfíbio da família Phyllomedusidae. Esta perereca é encontrada no Brasil e no Uruguai e possivelmente na Argentina. Os seus habitats naturais são matagais em áreas de clima temperado e charcos intermitentes de água doce. Essa espécie de perereca está categorizada como pouco preocupante no grau de ameaçada global.